# Singijaureh
Singijaureh är en sjö i Kiruna kommun i Lappland och ingår i Kalixälvens huvudavrinningsområde. Sjön har en area på 0,327 kvadratkilometer och ligger 957 meter över havet. Sjön avvattnas av vattendraget Ladtjojåkka.

## Delavrinningsområde
Singijaureh ingår i det delavrinningsområde (753265-161345) som SMHI kallar för Ovan Tarfalajåkka. Medelhöjden är 1 167 meter över havet och ytan är 72,07 kvadratkilometer. Det finns inga avrinningsområden uppströms utan avrinningsområdet är högsta punkten. Ladtjojåkka som avvattnar avrinningsområdet har biflödesordning 3, vilket innebär att vattnet flödar genom totalt 3 vattendrag innan det når havet efter 402 kilometer. Avrinningsområdet består mestadels av kalfjäll (97 procent). Avrinningsområdet har 0,54 kvadratkilometer vattenytor vilket ger det en sjöprocent på 0,8 procent. Delavrinningsområdet täcks till 2,58 procent av glaciärer, med en yta av 1,8275 kvadratkilometer.